# Moritz Steinschneider
Moritz Steinschneider (31. března 1816 Prostějov – 24. ledna 1907 Berlín) byl moravský bibliograf a orientalista židovského původu.

## Život
Prvotní vzdělání získal od svého otce Jákoba Steinschneidera, který byl znalcem talmudu a sekulárních věd. V domě Steinschneiderových se setkávali pokrokoví hebraisté, například lékař Gideon Brecher. Od šesti let Moritz Steinschneider navštěvoval veřejnou školu a ve třinácti letech se v Mikulově stal žákem rabína Nehemiase Trebitsche. Roku 1833 odešel studovat Talmud do Prahy. O čtyři roky později studoval ve Vídni, jak mu poradil jeho přítel Leopold Dukes. Steinschneider byl kvůli svému židovskému původu odmítnut Orientální akademií a ze stejného důvodu mu nebylo umožněno získat výpisky z hebrejských rukopisů ve vídeňské Císařské knihovně. Navzdory těmto překážkám pokračoval studiem arabštiny, syrštiny a hebrejštiny na Katolické teologické fakultě. Na živobytí si vydělával výukou italštiny a jiných předmětů. Z politických důvodů opustil Vídeň a chtěl odejít do Berlína, ale nezískal potřebný pas. Na univerzitě pokračoval studiem arabštiny pod vedením profesora Fleischera. Podílel se na hebrejském překladu Koránu, však pravidla rakouské cenzury neumožnila zveřejnit jeho jméno. V roce 1839 získal pas a vydal se do Berlína, kde navštěvoval přednášky Franze Boppa o srovnávací filologii a historii orientálních literatur. Oženil se s Augustou Auerbachovou a seznámil se s Leopoldem Zunzem a Abrahamem Geigerem. Na krátký čas se vrátil do Prahy, ale v roce 1845 už žil opět v Berlíně. Opustil záměr stát se rabínem a pracoval jako reportér pro National-Zeitung a korespondent Prager Zeitungu.
17. března 1848 úspěšně získal pruské občanství. V roce 1850 získal na lipské univerzitě titul Ph.D. V letech 1860 – 1869 obhajoval zájmy židovské obce u městského úřadu. Protestoval proti zbytkům středověký předpisů v administrativě.

## Dílo
Následující chronologický seznam představuje nejdůležitější díla Moritze Steinschneidera:
- 'Etz Chayyim, Ahron ben Elias aus Nikomedien des Karäer's System der Religionsphilosophie, etc., společně s Franzem Delitzschem. Lipsko, 1841.
- Die Fremdsprachlichen Elemente im Neuhebräischen. Praha, 1845.
- Imre Binah: Spruchbuch für Jüdische Schulen, společně s A. Horwitzem. Berlín, 1847.
- Manna (adaptations of Hebrew poetry from the eleventh to the thirteenth century). Berlín, 1847.
- Jüdische Literatur, in Ersch and Gruber, "Encyc." section ii, part 27, pp. 357–376, Lipsko, 1850
- Catalogus Librorum Hebræorum in Bibliotheca Bodleiana. Berlín, 1852–60.
- Die Schriften des Dr. Zunz. Berlín, 1857.
- Alphabetum Siracidis ... in Integrum Restitutum et Emendatum, etc. Berlín, 1858.
- Catalogus Codicum Hebræorum Bibliothecæ Academiæ Lugduno-Batavæ. Leiden, 1858.
- Bibliographisches Handbuch über die Theoretische und Praktische Literatur für Hebräische Sprachkunde. Lipsko, 1859
- Reshit ha-Limmud, Berlín, 1860.
- Zur Pseudoepigraphischen Literatur, Insbesondere der Geheimen Wissenschaften des Mittelalters. Aus Hebräischen und Arabischen Quellen. Berlín, 1862.
- Alfarabi des Arabischen Philosophen Leben und Schriften, etc. Petrohrad, 1869.
- Die Hebräischen Handschriften der Königlichen Hof- und Staatsbibliothek in München. Mnichov, 1875.
- Polemische und Apologetische Literatur in Arabischer Sprache Zwischen Muslimen, Christen und Juden. Lipsko, 1877.
- Catalog der Hebräischen Handschriften in der Stadtbibliothek zu Hamburg. Hamburk, 1878.
- Die Arabischen Übersetzungen aus dem Griechischen. Berlín, 1889-96.
- Die Hebräischen Übersetzungen des Mittelalters und die-Juden als Dolmetscher, etc. Berlín, 1893.
- Verzeichniss der Hebräischen Handschriften der Königlichen Bibliothek zu Berlin. Part i, Berlín, 1897; part ii, ib. 1901.
- Die Arabische Literatur der Juden. Frankfurt nad Mohanem, 1902.